# Gradets (Vinitsa)
Gradets ou Gradec (en macédonien Градец) est un village de l'est de la Macédoine du Nord, situé dans la municipalité de Vinitsa. Le village comptait 1245 habitants en 2002.

## Démographie
Lors du recensement de 2002, le village comptait :
- Macédoniens : 1 215
- Roms : 21
- Turcs : 9